# ミンバル

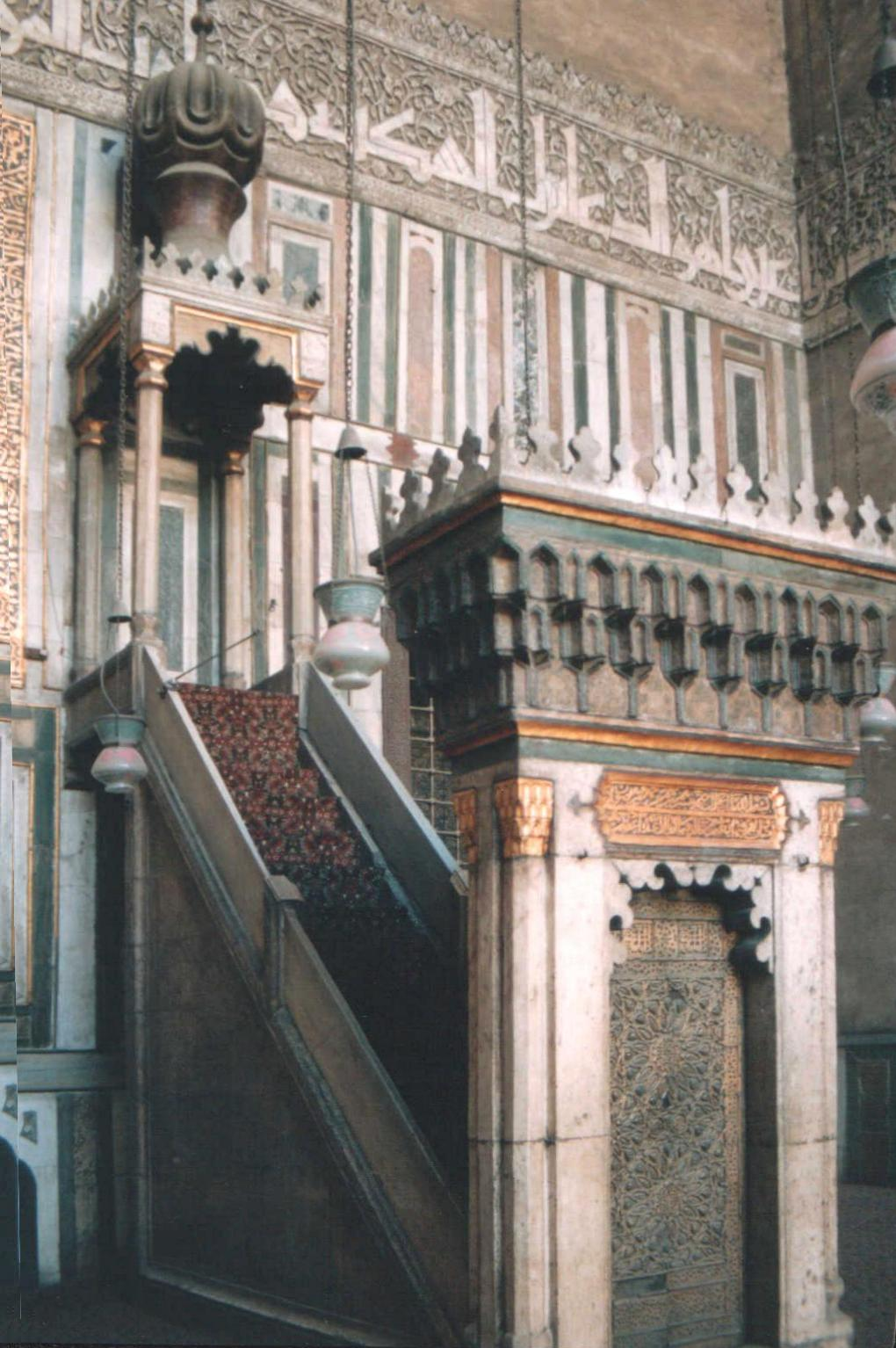
カイロのスルタン・ハッサン・モスクにあるミンバル

ミンバル（アラビア語: منبر）もしくはミンバールとは、モスクに設置される説教壇である。通常、キブラを示すミフラーブの傍らに設けられ、金曜日にはここでハティーブが説教（フトバ）を行う。かつてはその時々の君主による布告もここで行われていた。
木製であることが多いが、煉瓦や石などで作られる場合もある。固定式のものと移動式のものがある。階段状になっており、豪華なものでは装飾に加え手摺り、扉、天蓋も備える。
語根n-b-r「立つ」から派生した語である。テーオドール・ネルデケが既に指摘していたように、この概念はエチオピア語からの借用であった可能性もある。

## ミンバルの歴史と機能
「ミンバル」の歴史はムハンマド・イブン＝アブドゥッラーフの時代に遡り、伝承によれば信徒たちにムハンマドが良く見えるよう椰子の幹の下に座部のある2つの段を作らせたのだという。これはaʿwād'（ʿūd「木」の複数形）と呼ばれていた。タバリーの『世界の歴史』においてワーキディーは説教壇の設置はムハンマドの時代のことであるとしている。「この年(7/628)に預言者はミンバルを作り、この上から人々に説教するのが常であった。2つの段と自身のための座部(maq'ad)を作った。他の版では8/629としているものもあり、こちらも信頼できると思われる。」  初期のカリフたちもまた同様にしてミンバルを使用した。初期にはミンバルは王座、世俗権力の象徴でもあったものであろう。
もともとは全てのモスクにミンバルがあったわけではなかった。エジプトの地域史家アル＝キンディ・アル＝ミスリ（971年没） は10世紀に、高名な租税管理人クッラ・イブン・シャリクの下で行われたフスタートの大モスクの包括的な拡張工事について記録する中で、このモスクにミンバルが設置されたのはヒジュラ暦94年（西暦712/713年）のことであったと記述している。アル＝キンディの時代以前では、これがマディーナの預言者のミンバルに次ぐ2番目のミンバルであった。「彼（クッラ・イブン・シャリク）は94年に新しいミンバルを設置した。今日に至るまで、預言者のミンバルを除くとどこの行政区にもミンバルは見られなかったと言われている。」 ハイデルベルク大学に伝わるパピルスの巻物によると、フスタートには658-659年頃に既にミンバルが存在しており、地方の行政官が世俗の領分での演説を行う際に座席として用いていたという。
ウマイヤ朝の初代カリフ、ムアーウィヤはダマスカスからメッカへの旅の際に自分のミンバルを一緒に運ばせた。これが最初の移動したミンバルであったろう。メッカの都市年代記作者アル＝アズラキ（865年没）によれば、ムアーウィヤはメッカで金曜の説教をミンバルで行った最初の者であり、このミンバルは3段しかなかったという。アンダルスの歴史家によれば、ウマイヤ朝のハカム2世のミンバルは955-956年のコルドバの大モスクの完成後のもので、可動式であり車輪で移動させることができたという。アッバース朝のカリフ、アル＝ワースィク（治世：842-847年）はハッジ（巡礼）の3つの重要な逗留地であるメッカ、ミナ (サウジアラビア)、アラファト山にミンバルを設置するよう命じた。アル＝アズラキの調査によれば、それぞれの逗留地で説教が行われたので巡礼儀礼における礼拝にこれらのミンバルが役立ったのである。
しかしながら、ウマイヤ朝になって以降もミンバルは裁判官の座として用いられており、裁判官は自宅前に自身でミンバルを設置させ、そこで判決を申し渡していた。ミンバルのこうした使用は10世紀のカイラワーンでも立証可能である。公的・法的な仕事の進行手段としての説教壇はモスクのミンバルとは切り離された、世俗の領分でのカディ（裁判官）の私有物であった。ミンバルがモスクでの純粋に礼拝上の用途に用いられるようになるのはアッバース朝になってからであった。「モスクが純粋な礼拝の建物へと発達するに伴い、ミンバルも神政国家の統治者の王座から説教壇へと変化していった。」

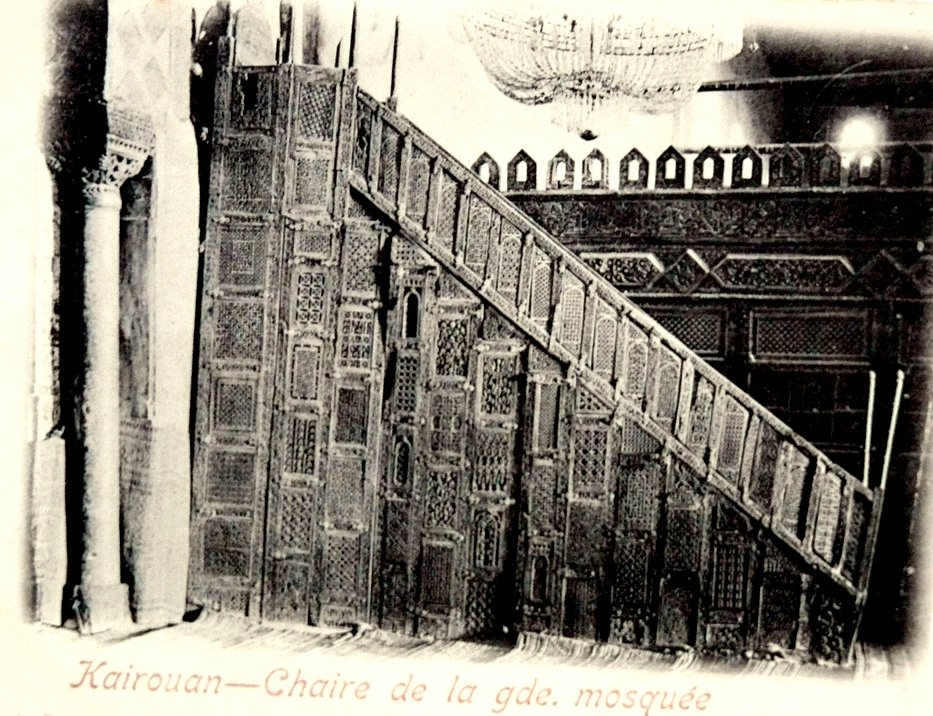
カイラワーンの大モスクのミンバル。背景にマクスーラ。1900年の絵葉書

イスラームの宗教建築の一部としての初期の形のミンバルが当初の姿のままでカイラワーンの大モスクに保存されている。これはアグラブ朝の統治者イブラヒム2世により建造されたもので、材料のヒマラヤ杉はそのためにバグダードから直送されたものであった。この11段の説教壇には、後の木のミンバルの特徴的な要素となる門と天井がまだ欠けている。装飾全体はウマイヤ朝の様式である。
エルサレムのアル＝アクサー・モスクに見られるように、ファーティマ朝では既にミンバルの最終形に到達していた。1168年にヌールッディーンがアレッポのモスクのために寄進し、サラーフッディーンがエルサレムまでこれを運んだ。このミンバルには既に枠のある門とドーム状の覆いが備わっていた。カイロのスルタン・ハッサン・モスクとマドラサのミンバル（現在は石造）も同様のデザインであった。
ファーティマ朝の、枠構造と蔓で覆われた様式を持つミンバルのデザインのもう1つの例が上エジプトのクス（قوص ）のアムル・モスクに現存している。ここではミンバルとミフラーブが内部建築の1つの単位を構成しており、これらはファーティマ朝のワズィールでありアスワンとクスの知事でもあったTalāʾiʿ ibn Ruzzīq （طلائع بن رزيق）が1155年に街に寄進したものであった。

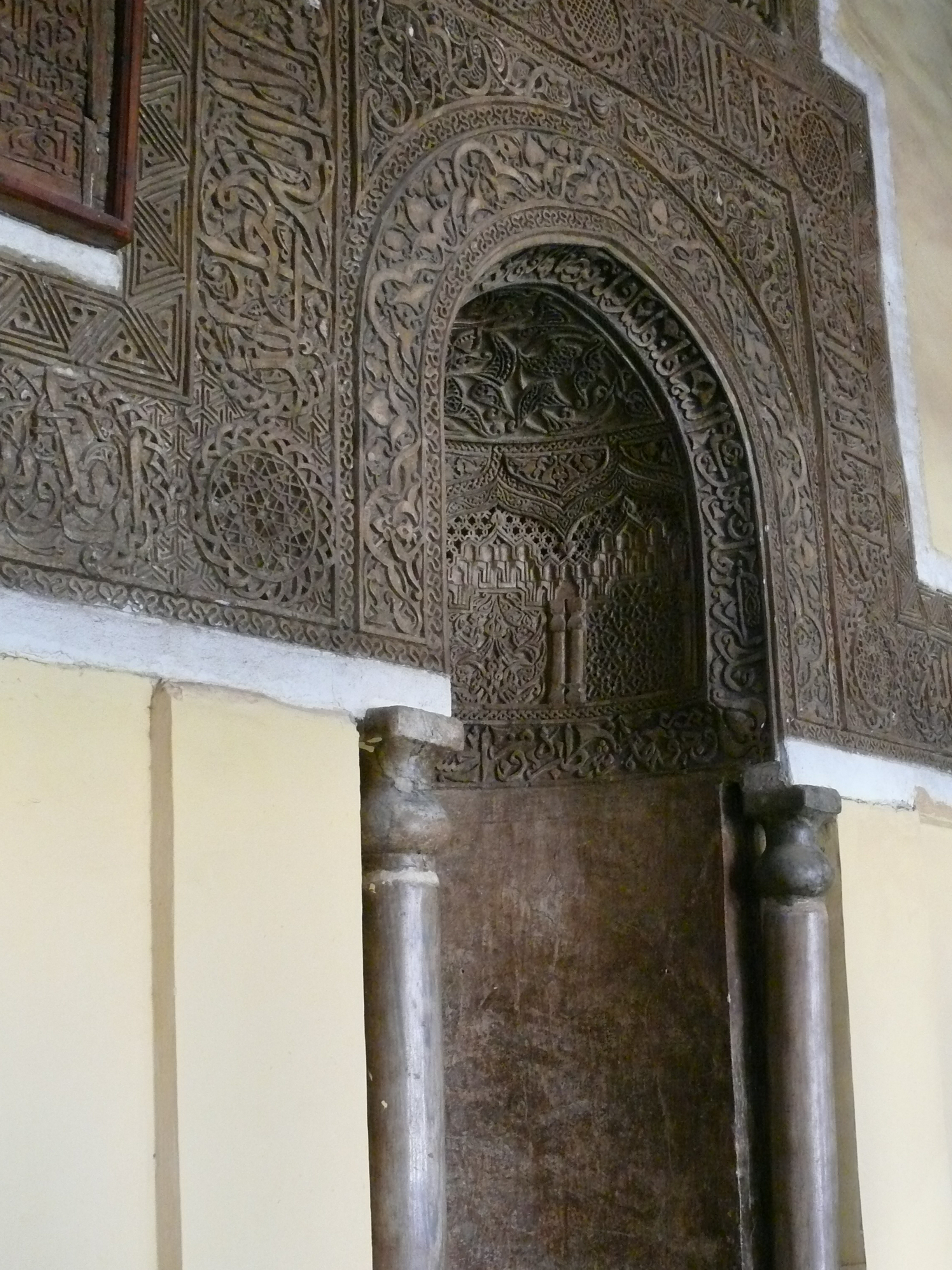
クスのミフラーブ
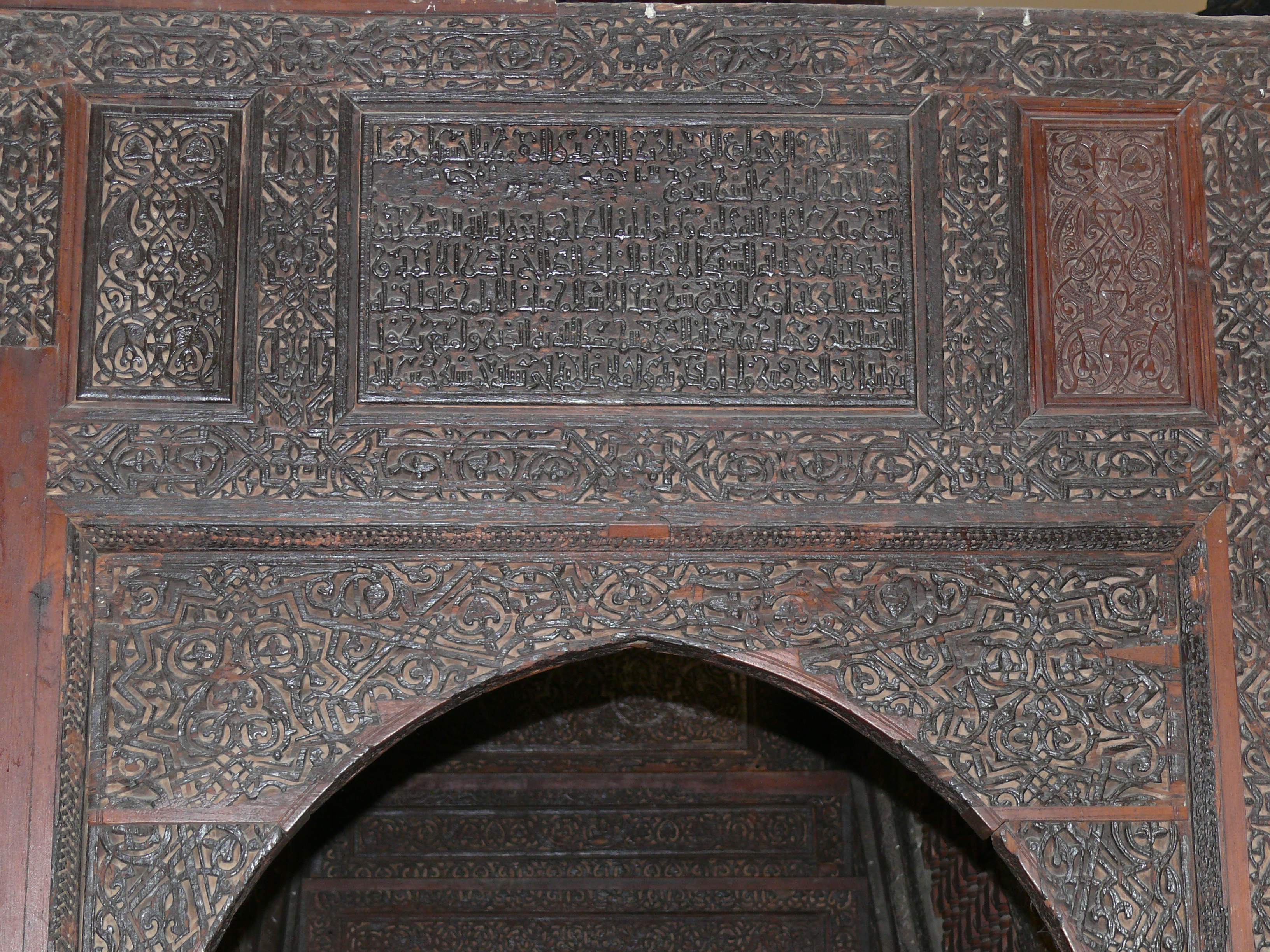
クスのミフラーブ（部分）

## 宣誓の場としてのマディーナの預言者のミンバル
イスラーム世界におけるミンバルの中でも、マディーナの預言者のミンバルは当然ながら特別な位置を占めている。判決確定の過程において、預言者のミンバルの下で行われる宣誓には特別な重要性がある(偽証の罪 führt in die Hölle)。預言者のミンバルの脇もしくは上で偽証を行うと地獄へ落ちるとされる。関連するハディース（預言者の言行録）の中に、この意味で規範的な性質のものがある――
| 「 | 私の説教壇（ミンバル）で偽証を行った者は、地獄の火に焼かれるであろう。 | 」 |

「地獄の火に焼かれるであろう」というのは、ハディースでは似たような文脈でしばしば用いられるモチーフである。預言者のこの演説を記録したと思われる最古のものは、学者マーリク・イブン・アナスの法的著作である。注釈によれば、預言者のミンバルの下で宣誓をするという被告人の要請はイスラームの法の実践の発端であったという。イスラームの伝承によれば、預言者ムハンマドは法律問題における彼の説教壇の下での宣誓をスンナとして規準化したのだという。しかしながら、今日の研究ではムハンマドの存命中ではマディーナの預言者のミンバルはメッカのカアバのような、宣誓の行われ聞かれる神聖な場所ではなかったのではないかとされている。所謂「マディーナの憲法」とされる初期のものでも最古の文書ではマディーナの預言者の家を「神聖」で「ハラーム」（不可触）としているのみで、特別な場所とはしておらず、また「ミンバル」自体に言及もしていない。説教壇のタブー化、マディーナのミンバルで「特別な」誓いをすることは、その建立よりも後の時代に起源を持つようである。説教壇は徐々に「公事の議論のための演壇」（ゴルトツィーエル・イグナーツ）となっていった。カール・ハインリヒ・ベッカーがその研究において適切に記述しているように、ミンバルは最初は「裁判官の椅子」といったものであり、誰もが知っていた祈祷の時間以外のムハンマドの居場所であった。従って、説教壇は早い時期から既に世俗的・政治的権力のシンボルとして理解されており、政治的正当性の実現と確認の場所であったのである。初代カリフの選挙の際にアブー＝バクルは、人々が彼に真の誓いをさせるため説教壇に立つことを勧められたのであるとムハンマド・アル＝ブハーリーによる出来事の記録に書かれている。イブン・ハンバルの『ムスナッド』によれば――「人々が集まると、アブー＝バクルは説教壇（ミンバル）の上、彼のために作られた何かの上に立ち、そこで演説をした。」 預言者のミンバルというのが構築物そのものではなく、その大きさや形も決定的ではなかったとしても、まさにその「場所」において宣誓はなされ、政治的正当性を受けたのである。
宣誓の習慣はイスラーム以前から既に存在していたので、マディーナおよび後には地方都市においての公的生活と法的判断における宣誓の場所としてのミンバルの機能はもともとはメッカの聖地とはパラレルなものとは考えられていなかった。メッカのカアバとマディーナの預言者のミンバルという2つの場の同期化は、8世紀後半、マーリク・イブン・アナスやアッシャーフィイの時代になってからの初期の法学での体系化によるものである。正義の発見の過程において、預言者のミンバルは法の「調停の座」مقطع الحقوق とされた。他方で、イスラーム帝国の大モスク――ダマスカス、クーファ、フスタート、コルドバ――では、ミフラーブの近くが宣誓の場として通用していた。
しかしながら、9世紀のイスラームの法学では単なるモスクのミンバルの下での宣誓は効力のないものとされていた。「何人も遊牧民のモスクでの宣誓に召喚されることはない、4分の1ディナールのためにもそれ以下のためにも。」そのような法解釈――部族の宿泊地のものと都市民のものとではモスクの間に差別がある――は、定住民と遊牧民の間に社会的差別を生じさせていた可能性が大いにある。
マディーナの預言者のミンバルは前史時代からの遺宝として残り現在では不可侵なものとなっている。こうした考えは、史料によれば、ムスリムの最初の世紀（西暦7世紀）には既にイスラームの伝統の一部として存在していた。ウマイヤ朝のカリフたち――ムアーウィヤ、アブドゥルマリク、ワリード1世――は、ウマイヤ朝の新しい首都の政治力を強調するために預言者の説教壇をダマスカスへ移設したいという意図を持っていた。ムアーウィヤは政治的意図から移設を実施しようとしたが果たせず、説教壇を布に包んで元の場所に残しておいた。物を通じた行為はユリウス・ヴェルハウゼンと後にはC・H・ベッカーが描写しているように ある種の聖性にまで達しており、メッカのカアバにおけるものはイスラーム以前の時代から一般的であった。
預言者のミンバルのタブー化に対して人々が疑念を抱いたことは、8世紀中旬には既にハディースの形で預言者の発言に帰せられて表されていた。「人々が私の墓を偶像として崇拝し、私の説教壇を祭事に用いるようなことから神が私をお守りになるように。」
メッカではカアバに「特別な」宣誓の場所があるが、ミンバルはない。宣誓は黒石のある角とマカーム・イブラヒーム（アブラハムの立った場所）の間で行われる(baina r-rukn wa-ʾl-maqām)。アル＝アズラキによれば、8世紀初頭以降はこの場所の聖性を強調するために、この場所で些細なことの宣誓を行うことは許されないとメッカの学者たちが定めた。